# 13267 Bolechowski
13267 Bolechowski è un asteroide della fascia principale. Scoperto nel 1998, presenta un'orbita caratterizzata da un semiasse maggiore pari a 3,1052318 au e da un'eccentricità di 0,1646908, inclinata di 3,71568° rispetto all'eclittica.